# Grigore D. Pencioiu
Grigore D. Pencioiu (n. 19 octombrie 1868, Craiova – d. 2 iulie 1936, Craiova) a fost un avocat, critic literar și traducător român. A îndeplinit temporar funcția de primar al orașului Craiova (1918), în timpul ocupației germane.

## Biografie
A urmat cursurile Liceului Comercial și al Liceului Carol I din Craiova, apoi a absolvit Facultatea de Drept din București. Atras în tinerețe de socialism,:p. 34 Pencioiu a condus clubul local al muncitorilor din Craiova și a fondat în 1888, împreună cu Traian Demetrescu, Revista olteană.:pp. 34, 45 El a participat în 1893, tot împreună cu Demetrescu, la primul congres al Partidului Social-Democrat al Muncitorilor din România (PSDMR), ca reprezentant al organizației craiovene.:p. 671 Ulterior a obținut titlul de doctor în drept la Bruxelles.:p. 45
A activat apoi ca avocat de drept comercial:p. 34 în Baroul Dolj (din 1899),:p. 45 îndeplinind temporar în 1918 funcția de primar al orașului Craiova în timpul ocupației germane din Primul Război Mondial,:p. 198 calitate în care a adus însemnate servicii cetățenilor și orașului.:p. 168 A colaborat cu articole la Românul literar, Evenimentul literar, Lumea nouă științifică și literară, Ramuri, semnând cu pseudonimele Gri-Pen, Xeres și Heres. Articolele sale tratează teme de economie politică („Legea progresului omenesc”, „Capitalul și Karl Marx”), analizând probleme puse în discuție de autorii socialiști.
Pasionat de literatură, Grigore D. Pencioiu a realizat portrete de scriitori (Nikolaus Lenau, Heinrich Heine, Robert Hamerling), a evocat în câteva articole personalitatea poetului Traian Demetrescu (1866-1896), a scris prefața volumului Simplu de Traian Demetrescu, apărut la Craiova în 1896. De asemenea, a realizat traduceri din Nikolaus Lenau, Charles Baudelaire („Cei șapte bătrâni”), Edgar Allan Poe („Corbul”) și Heinrich Heine (Din „cartea cântecelor”), precum și piese și librete de operetă pentru Teatrul Național din Craiova, dovedind o bună cunoaștere a liricii germane și a poeziilor eminesciene.
Pencioiu a scris primul studiu asupra prozei eminesciene, ca o replică polemică la adresa lui Constantin Dobrogeanu-Gherea, analizând în mod deosebit ideile filozofice din „Sărmanul Dionis” și evidențiind legătura între acestea și temperamentul poetului. Autorul dezvăluie ideile schopenhaueriene din nuvelă și îl consideră pe Eminescu cel mai „demn reprezentant al școlii schopenhaueriene”, reliefându-i personalitatea în „perfectă asemuire cu filozofia lui tristă”. Cercetătoarea literară Stănuța Crețu apreciază că Pencioiu este un „critic cu sensibilitate și intuiții în domeniul criticii, (...) dovedind temeinice cunoștințe asupra romantismului și filozofiei germane”.

## Scrieri
- Încercări critice. Proza lui Eminescu (Sărmanul Dionis) (Tip. Frații Benvenisti, Craiova, 1890);

### Traduceri (selecție)
- E.A. Poe, „Corbul”, în Românul literar din București, anul I, 1891, p. 19.
- H. Heine, Din „cartea cântecelor” (Samitca, Craiova, 1896)